# Казначеев, Константин Алексеевич
Константин Алексеевич Казначеев (1859—1906) — гласный Московской городской думы, инженер-технолог, московский купец 1-й гильдии.

## Биография
Родился 14 (26) ноября 1859 года в семье надзирателя благородного пансиона при Полтавской гимназии, который затем преподавал в Полтавском уездном училище и Полтавской Мариинской женской гимназии. После ранней смерти матери Елены Александровны, в семье осталось 7 детей. В 1872 году Константин был отдан в 1-й приготовительный класс Московского технического училища. Пройдя 3 приготовительных, 3 общих и 3 специальных класса механического отделения, в 1881 году получил звание инженера-механика и знак отличия. В 1888 году, после защиты сочинения «Механическая технология дерева», был удостоен звания учёного инженера-механика.
С 15 августа 1881 года был преподавателем технологии металлов и дерева, а также (с ноября того же года) помощником начальника Московского технического железнодорожного училища при Московско-Брестской железной дороге (открыто в 1878 году). С 1886 года, в том же училище, одновременно с преподаванием в старших классах специальных предметов, был до 1893 года инспектором училища; в 1893—1895 годах был начальником училища.
С 1885 года Казначеев был издателем-редактором еженедельной «Ремесленной газеты», первый номер которой вышел 6 июля; в 1885—1890 годах являлся также редактором «Записок Московского Отделения Императорского Русского Технического Общества», членом правления московского отделения и секретарём которого он стал в 1893 году. В 1890 году он начал издавать ежемесячный журнал «Технический сборник и вестник промышленности». Кроме того, он был председателем правления «Общества книгопродавцев в Москве» (с 14.06.1901) и членом правления (с 27.04.1904 — председателем) московского отделения «Русского общества деятелей печатного дела», редактором-издателем журнала «Вестник книгопродавцев» (с 01.01.1900). Во второй половине 1896 года открыл собственную типографию, которая как и редакции «Ремесленной газеты», «Технического сборника» и «Вестника книгопродавцев», находились в его собственном доме на Долгоруковской улице (№ 71); здесь же 1 июля 1892 года был открыт «технический книжный магазин» Казначеева торговавший книгами, гектографами и канцелярскими принадлежностями.
К. А. Казначеев принимал активное участие в подготовке первого (Санкт-Петербург, 1894) и второго (Москва, 1895—1896) съездов по профессионально-техническому образованию. В 1898 году стал товарищем председателя, а с 30 мая 1905 года — председателем «Общества распространения практических знаний между образованными женщинами»; принимал активное участие в постройке дома Общества на Никитском бульваре. Кроме того, Казначеев занимал должность председателя совета благотворительного общества и с 1902 года являлся попечителем глазной больницы имени В. А. и А. А. Алексеевых. Состоял членом Комитета по устройству Музея изящных искусств имени императора Александра III при Московском университете; являлся членом Общества распространения технических знаний.
В 1905 году был избран гласным Московской городской думы, где стал одним из лидеров правых. Октябрист Н. П. Вишняков писал о нём:
«Дельный и умный человек, хороший оратор, к речам которого я внимательно прислушивался в смутное время 1905 года. По убеждениям — человек порядка и убежденный монархист, враг всяких революционных выступлений».
Умер 25 мая (7 июня) 1906 года. Похоронен 3 июня на кладбище Скорбященского монастыря.